# Alcornocal

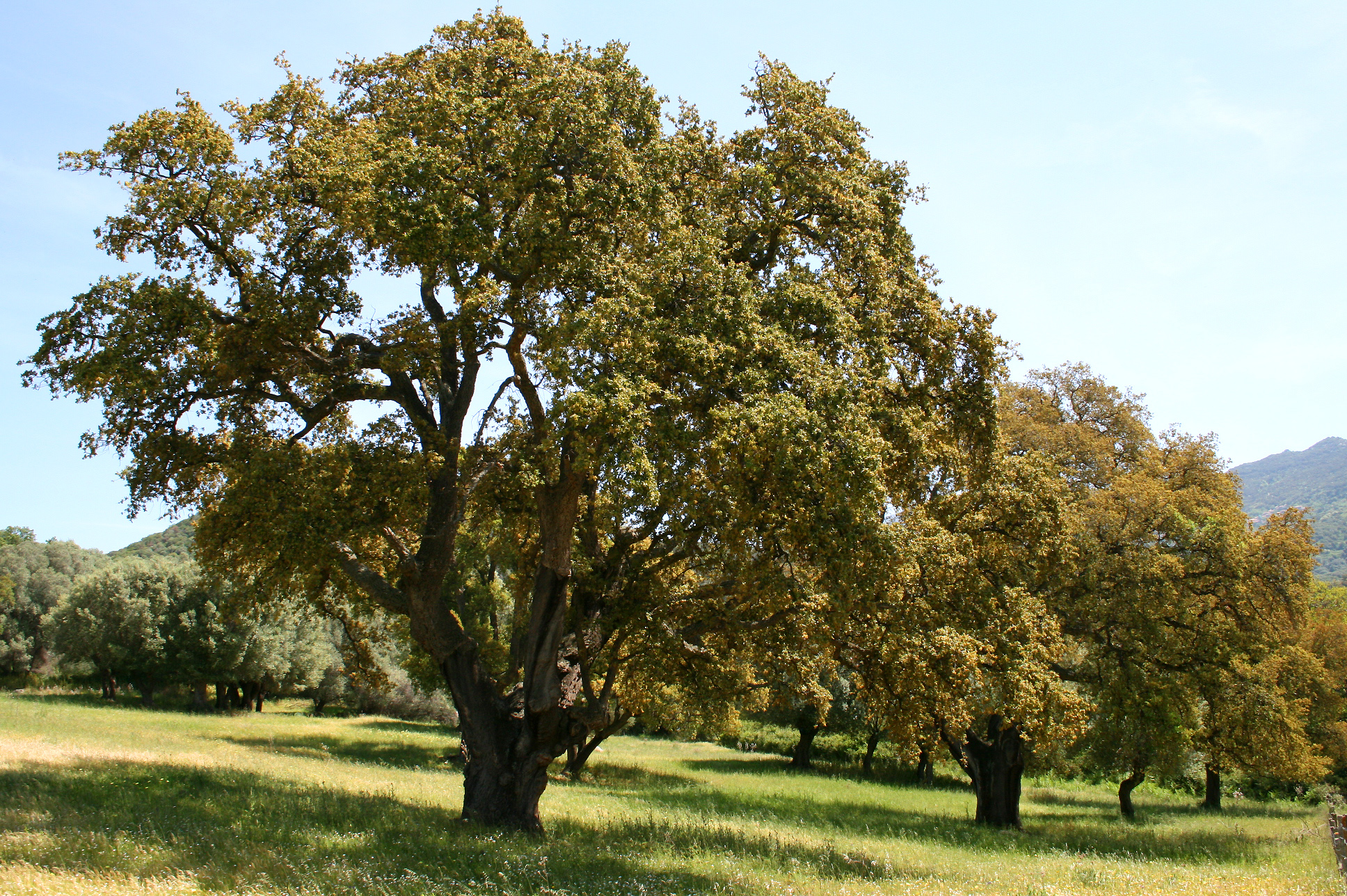
Alcornoques. Se observa que tienen las hojas más claras que la encina.

Un alcornocal es una formación vegetal cuyo árbol predominante es el alcornoque. Es propia del clima mediterráneo.
En estado natural los alcornoques desarrollan bosques, pero lo más habitual en el paisaje humanizado es la configuración denominada dehesa, o bosque aclarado, en la que se optimiza su rendimiento económico (extracción del corcho y asociación con la ganadería, especialmente la porcina, e incluso con la agricultura si se le da espacio suficiente).
Se da en el sudoeste de la península ibérica, Montes de Toledo, Sierra Morena y Cataluña. La especie predominante es el alcornoque, (Quercus suber) parecido a la encina pero con un tronco más grueso, que tiene una capa de corcho y con las hojas más claras, con un follaje  menos denso y de color más claro, por tanto, la insolación que recibe es mayor; ello da lugar a un microclima bastante diferente. No se asienta nunca sobre sustratos calizos (calcífuga), es menos resistente al frío por lo que su área se mantiene más al sur y necesita más humedad. Si la pluviosidad anual supera los 500 mm, este árbol se expande por las solanas sobrepasando los 1.000 m de altitud. En cambio, si no los alcanza, se localiza sólo en las umbrías sin superar los 600-700 m. En los alcornocales se encuentra normalmente mezclada la encina en una proporción variable. El alcornocal natural, muy excepcional actualmente, presenta un aspecto característico. Los alcornoques, no muy altos, alcanzan un extraordinario grosor; se conocen algunos con 7 m de diámetro a un metro del suelo.
El sotobosque está formado por  leguminosas, del género genista, algunas especies espinosas como el tojo, aulaga negra y brezo) y otras que no lo son, también del género Genista y Cytisus, madroños, jaras, etc., contribuyen a formar un sotobosque denso e inflamable.
La acción antrópica de aprovechamiento del corcho hace que el sotobosque no se desarrolle, aunque es uno de los más capacitados para la recuperación sobre todo después de los incendios. Los jarales y brezales que arden fácilmente, pero que se reconstituyen con rapidez y resultan por ello favorecidos por los incendios frecuentes, alcanzan gran desarrollo en la España occidental silícea y en primer lugar en Sierra Morena.